# Петрунин, Владимир Петрович
Влади́мир Петро́вич Петру́нин (род. 25 сентября 1948, Москва) — артист балета, педагог. Народный артист Российской Федерации (1992).

## Биография
Окончил Московское хореографическое училище (педагог Александр Руденко).
В 1967—1981 и в 1985—1992 годах — солист театра им. Станиславского и Немировича-Данченко. В 1981—1985 — солист Ленинградского академического театра оперы и балета имени С. М. Кирова. Классический танцовщик, обладал лёгким и мягким прыжком. Успешно исполнял партии в балетах современных хореографов.
В 1992—1993 году преподавал классический танец в Лиссабоне. С 1996 года — педагог Театра классического балета п/р Н. Касаткиной и В. Василёва.

## Репертуар вМосковском музыкальном театре имени К. С. Станиславского и Вл. И. Немировича-Данченко
- 1971 — «Золушка» (балетмейстер А. В. Чичинадзе) — Принц (первый исполнитель партии)
- 1986 — «Сильфида» (хореография А. Бурнонвиля, возобновление О. М. Виноградова) — Джеймс (первый исполнитель партии)
- 1987 — хореографическая миниатюра «Романтический дуэт» («Вечер современной хореографии», балетмейстер Д. А. Брянцев) (первый исполнитель партии)

Репертуарные партии:
- Паоло («Франческа да Римини»)
- Пётр («Берег счастья»)
- Армен («Гаянэ»)
- Душьянта («Шакунтала»)
- Базиль («Дон Кихот»)
- Зигфрид («Лебединое озеро»)
- Франц («Коппелия»)
- Феб («Эсмеральда»)
- Конрад («Корсар»)
- Грей («Алые паруса»)
- Иванушка («Конёк-Горбунок»)
- Ромео («Ромео и Джульетта»)
- Юноша («Шопениана»)
- Человек («Одинокий голос человека»)

## Репертуар вЛенинградском академическом театре оперы и балета имени С. М. Кирова
- Альберт («Жизель»)
- Зигфрид («Лебединое озеро»)
- Базиль («Дон Кихот»)
- Джеймс («Сильфида»)
- Солор («Баядерка»)
- Солист («Пахита»)
- Феб («Собор Парижской богоматери»)

## Награды и признание
- Первая премия Международного конкурса балета в Осаке (1980)
- Заслуженный артист РСФСР (1983)
- Народный артист Российской Федерации (8 декабря 1992) — за большие заслуги в области хореографического искусства[2]